# Pârâu Boghii, Bacău
Pârâu Boghii este un sat în comuna Pârgărești din județul Bacău, Moldova, România.